# Claudia Alende
Claudia Manfrin Alende conocida como Claudia Alende (Francisco Beltrão, 9 de octubre de 1997) es una modelo, cantante, actriz, youtuber y empresaria brasileña. Conocida por su trabajo como influencer digital en Instagram, siendo incluida en un artículo de la revista Forbes como una de las 15 mejores influencers a nivel mundial.

## Carrera profesional
En 2014, Alende participó en el concurso Miss Bumbum y ganó el segundo lugar, perdiendo ante Indianara Carvalho.
Alende luego encontró fama en la web por su parecido con la actriz Megan Fox. En 2015, la modelo brasileña ya tenía 2,8 millones de seguidores en Instagram y ya había ganado cerca de 12 millones de reales en publicidad para marcas internacionales. En noviembre de 2017, Alende tenía más de 10 millones de seguidores en Instagram.
El 29 de enero de 2017, fue juez del concurso Model Scout ID junto con Marcus Pelle, propietario de la agencia de modelos estadounidense DAS Models. El evento tuvo lugar en Barranquilla, Colombia. Tendría que elegir un modelo entre 100 competidoras.
En junio de 2017, Alende fue incluida en un artículo de la revista Forbes como una de las 15 personas más influyentes. La revista comentó: "Como modelo y empresaria, esta influencer brasileña ofrece una combinación de contenido de salud y belleza, consejos comerciales, contenido motivacional e imágenes de estilo de vida . Conocida por su belleza y éxito profesional, Claudia presenta la imagen de una mujer moderna que puede tener éxito en todos los aspectos de la vida".
El 4 de diciembre de 2017, lanzó su sencillo debut "I'm Good at Being Bad".
El 10 de agosto de 2018, lanzó el sencillo "Spotlight".

## Filmografía
| Año  | Título                | Rol             | Nota           |
| ---- | --------------------- | --------------- | -------------- |
| 2017 | Lock All Doors        | Atriz Principal | Curta Metragem |
| 2017 | I'm Good at Being Bad | Atriz Principal | Music Video    |
| 2018 | Spotlight             | Atriz Principal | Music Video    |
| 2019 | Scared to Be Alone    | Atriz Principal | Music Video    |

## Vida personal
Alende nació en Francisco Beltrão, en el estado de Paraná, Brasil, y se mudó a São Paulo cuando tenía 20 años. De niño, no tenía ningún interés en seguir una carrera como modelo, prefería pasar su tiempo jugando videojuegos. Amigos e incluso extraños comentaron sobre su potencial como modelo.
Claudia ha estado saliendo con el también empresario, cantante y productor Michel Grasiani desde que tenía 14 años. Actualmente están casados y viven en California en los Estados Unidos.